# Saint-Sauveur (Finisterra)
Saint-Sauveur é uma comuna francesa na região administrativa da Bretanha, no departamento de Finisterra. Estende-se por uma área de 13,24 km². Em 2010 a comuna tinha 796 habitantes (densidade: 60,1 hab./km²). 48 hab/km².